# Wilhelm Küchelbecker

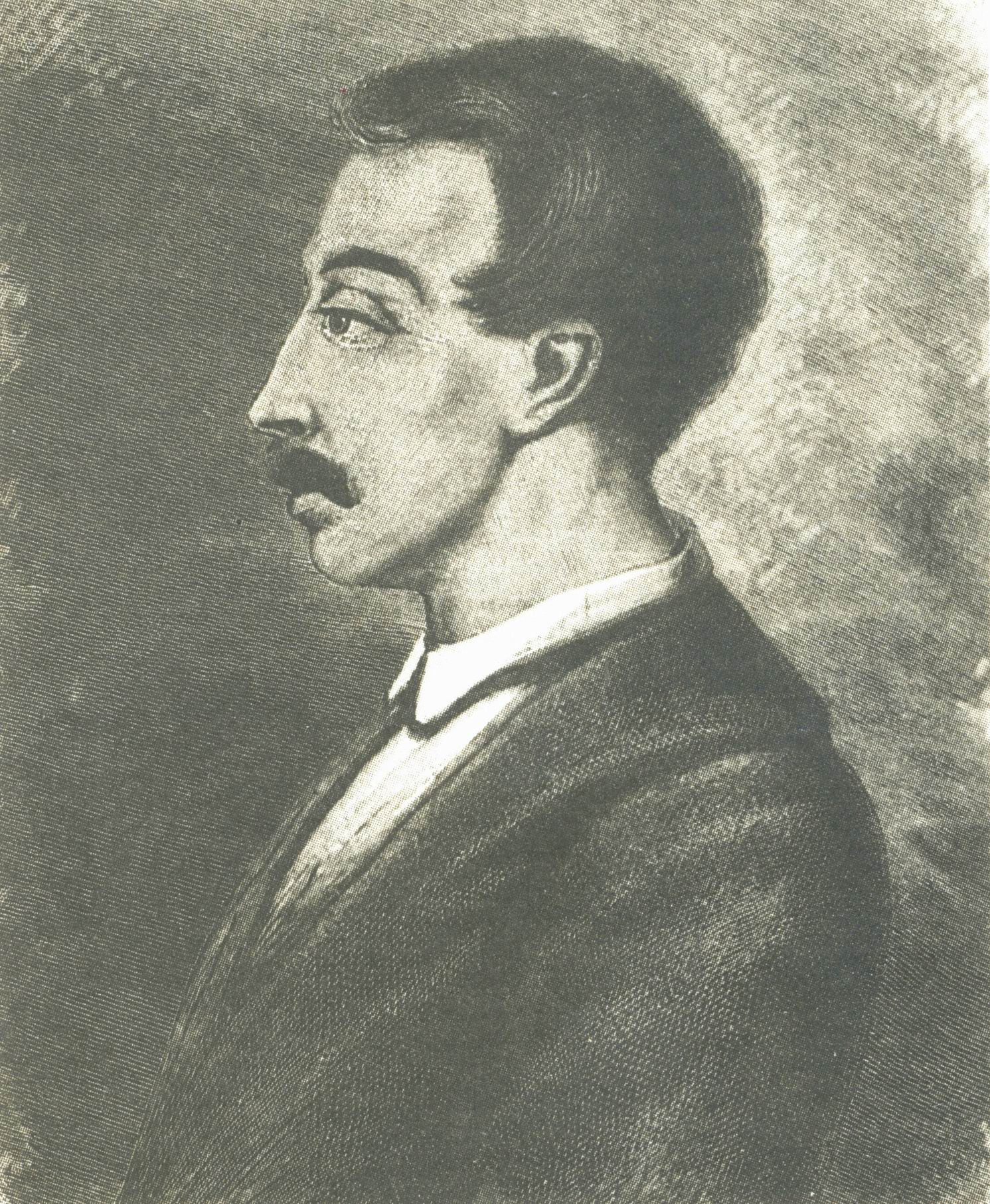
Wilhelm Küchelbecker in den 1820er-Jahren

Wilhelm Ludwig (von) Küchelbecker (russisch Вильгельм Карлович Кюхельбекер/Wilgelm Karlowitsch Kjuchelbeker; * 10. Junijul. / 21. Juni 1797greg. in Sankt Petersburg; † 11. Augustjul. / 23. August 1846greg. in Tobolsk) war ein russischer Lyriker aus dem Umfeld der Dekabristen und des Dichterkreises um Puschkin.

## Lebenslauf
Wilhelm Küchelbecker wurde in einer deutschen Familie in Sankt Petersburg geboren. Sein Vater Karl Heinrich wurde 1748 in Bautzen geboren; seine Mutter Justina Elisabeth Lohmann war eine Deutsch-Baltin aus Segewold. Mit ihr sprach und schrieb Küchelbecker zeitlebens in deutscher Sprache. Seine Kindheit verbrachte er auf dem Gut, das Paul I. seinem Vater in Awinorm geschenkt hatte. 1808 besuchte er eine Privatschule in Werro. 1811 gehörte er ebenso wie Puschkin zum ersten Jahrgang des Lyzeums von Zarskoje Selo (heute Puschkin). 1820 trug er auf einer Zusammenkunft der „Freien Gesellschaft der Freunde der russischen Literatur“ Verse vor, die dem nach Südrussland verbannten Puschkin gewidmet waren – Die Dichter (Поэты), wofür er sich eine Anzeige einhandelte. Um der Gefahr zu entgehen, begab sich Küchelbecker auf Rat seiner Freunde auf eine Auslandsreise. In Dresden traf er mit Ludwig Tieck zusammen und bald darauf in Weimar mit Goethe. Seine Goethebegeisterung drückte Küchelbecker in dem Gedicht An Prometheus (К Прометею) aus, das er mit einer Interlinearübersetzung Goethe zusandte.
1821 hielt Küchelbecker, der als Sekretär des Botschaftsrates Naryschkin mit nach Paris gereist war, dort einen Vortrag, in welchem er in überschwänglichen Worten den Reichtum und – was ihn politisch unmöglich machte – die demokratische und freiheitliche Kraft der russischen Sprache rühmte. Küchelbecker wurde entlassen und reiste über Südfrankreich (Gedicht Nizza) nach Hause.
Freunde verschafften Küchelbecker einen Dienst bei General Jermolow, seit 1816 Oberbefehlshaber in Georgien, der in fortschrittlichen Kreisen populär war. In Tiflis freundete sich Küchelbecker mit Alexander Gribojedow an, dem Verfasser der Komödie Verstand schafft Leiden. 1822 gab Küchelbecker seine Entlassung ein und zog sich auf das Gut seiner Schwester im Gouvernement Smolensk zurück. Dort verfasste er die Tragödie Die Argiver (ein altgriechischer Stoff um den Kampf des Republikaners Timoleon gegen seinen Bruder, den Tyrannen Timophan), schrieb das Gedicht Kassandra und begann ein Gedicht über Gribojedow. 1823–1824 gab Küchelbecker zusammen mit Wladimir Fjodorowitsch Odojewski (1803–1869) die Zeitschrift Mnemosyne (Мнемозина) heraus, in der er für die Wiedergeburt der Ode als Gattung kämpfte. Sein ästhetisches Programm erläuterte er im Artikel Über die Richtung unserer Poesie, insbesondere der lyrischen, im letzten Jahrzehnt. In diese Zeit fallen die Gedichte, die er dem Freiheitskampf der Griechen widmete, Das griechische Lied und An Achates, ein Gedicht auf den Tod Lord Byrons und Sendschreiben an Jermolow und Gribojedow.
Am 14.jul. / 26. Dezember 1825greg. beteiligte sich Küchelbecker aktiv am Aufstand der Dekabristen (Dekabr = Dezember) auf dem Petersburger Senatsplatz. Er versuchte, den Bruder des Zaren, Großfürst Michael, zu erschießen. Nach dem Scheitern des Aufstands versuchte er, ins Ausland zu fliehen; er wurde in Warschau festgenommen und in einem ersten Urteil zum Tod verurteilt. 1835 wurde er nach zehn Jahren Festungshaft nach Tobolsk/Westsibirien verbannt. In der Verbannung heiratete er die Tochter eines Postmeisters, der er Lesen und Schreiben beibrachte und mit der er von einem sibirischen Dorf ins nächste zog. Auch in der Festungshaft und Verbannung schrieb Küchelbecker weiter: das Gedicht Rylejews Schatten auf den hingerichteten Dekabristen-Dichter Kondrati Rylejew; das dreiteilige „Mysterium“ Ishorski, die Geschichte eines Nihilisten; das Märchendrama Iwan, der Kaufmannssohn; die Tragödie Prokofi Ljapunow um das Rjasaner Volksaufgebot im Kampf gegen die polnisch-litauische Invasion; einen Zyklus von sieben Poemen mit zumeist historischen Themen, von denen Die Waise als das bedeutendste gilt. Gegen Ende seines Lebens erkrankte Küchelbecker an Tuberkulose und starb am 11.jul. / 23. August 1846greg. erblindet in Tobolsk.
Küchelbeckers Lebensthema war seine, jedenfalls subjektiv empfundene, Freundschaft mit Puschkin. Dieser aber war schon früh auf Distanz zu ihm gegangen. Küchelbecker maß sich künstlerisch an Puschkin und wusste zugleich, dass er ihn nicht erreichen konnte.
Küchelbecker bezeichnete sich selbst als Romantiker des Klassizismus. Er wollte eine russische, von ausländischen Vorbildern unabhängige Romantik, die nur auf national-russischen Elementen beruhte. Dafür waren ihm auch altslawische Sprachelemente und klassizistische Stilmittel recht. Lange blieben in Russland nur die tragikomischen Züge Küchelbeckers in Erinnerung; erst Juri Tynjanows historischer Roman: Wilhelm Küchelbecker, Dichter und Rebell (1925) rückte das Bild Küchelbeckers zurecht.

## Werke
Erste Jahreszahl: Entstehung, zweite Jahreszahl: erste Veröffentlichung
Gedichte
- Die Trennung (Разлука) 1817
- Die Dichter (Поэты), 1820
- An Prometheus (К Прометею), 1820; 1926
- Weissagung (Пророчество), 1822; 1891
- Griechisches Lied (Греческая песнь), 1821; 1939
- An Achates (К Ахатесу), 1821; 1939
- Rylejews Schatten (Тень Рылеева), 1827; 1862
- Das Schicksal russischer Dichter (Участь русских поэтов) 1845
- Die Argiver (Аргивяне), Tragödie, 1822–1824
- Über die Richtung unserer Poesie, insbesondere der lyrischen, im letzten Jahrzehnt (О направлении нашей поэзии, особенно лирической, в последнее десятилетие), 1824
- Die Waise (Сирота), Poem, 1833; 1939
- Ishorski (Mysterium) (Ижорский), Teil I-II 1829–1833; 1836  Teil III 1840/41; 1939
- Iwan, der Kaufmannssohn (Иван - купецкий сын), Märchendrama 1832–1842; 1939
- Prokofi Ljapunow (Прокофий Ляпунов), Tragödie  1834; 1938